# 朱安湩
內鄉溫定王朱安湩（1491年—1543年），明朝周藩第三代內鄉王，內鄉溫穆王朱同𨨣的嫡第四子。

## 生平
弘治五年（1492年）八月，獲賜名安湩。朱安湩初封內鄉長子，於弘治十三年（1500年）九月獲賜長子誥命、冠服。弘治十六年（1503年），內鄉王朱同𨨣去世。朱安湩後襲封內鄉王。
嘉靖二十二年（1543年），朱安湩去世，享年五十三歲，諡號溫定。四年後，庶長子朱睦檝襲爵。

## 家庭

### 子
- 庶長子：內鄉莊順王朱睦檝